# Kalker Friedhof

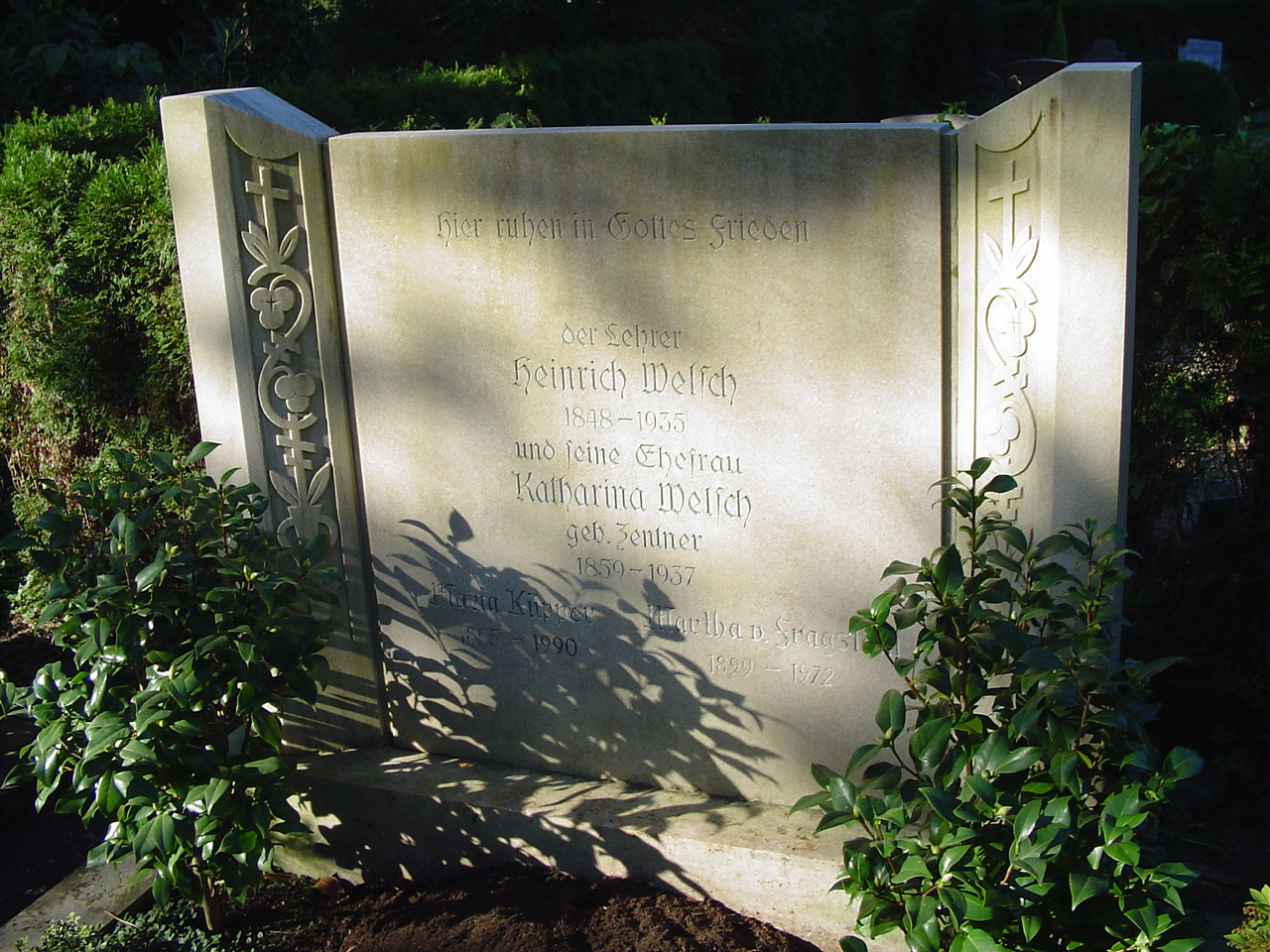
Grab von Heinrich Welsch

Grab von Aloys Thumb

Der Kalker Friedhof ist ein städtischer Friedhof im rechtsrheinischen Kölner Stadtteil Merheim.
Der Friedhof wurde im Jahre 1904 angelegt, als der heutige Stadtteil Kalk noch eine eigenständige Stadt war (die Eingemeindung nach Köln erfolgte erst 1910). Die Schaffung eines neuen Friedhofes wurde notwendig, als auf dem alten Kalker Friedhof an der Kapellenstraße – der bis heute als Parkanlage erhalten ist – der Platz nicht mehr ausreichte. Der neue, wesentlich größere Friedhof wurde stadtauswärts in Merheim angelegt; das Grundstück wurde vom Kaufmann Joseph Bardenheuer zur Verfügung gestellt, der hier später auch seine letzte Ruhe fand. Die Eröffnung erfolgte am 3. November 1904. In den 1960er Jahren wurde der Friedhof wesentlich erweitert; seine heutige Fläche beträgt rund 15,4 Hektar.
Zu den bekanntesten Grabstätten des Kalker Friedhofes gehört das aufwändige Wandgrab des oben erwähnten Joseph Bardenheuer in der Nähe des Haupteingangs sowie die Grabstätte des bekannten Pädagogen Heinrich Welsch, der in Flur 44 begraben liegt. Die älteste Grabstätte des Friedhofs befindet sich am Ende des Hauptgangs auf der linken Seite. Dort wurde Aloys Thumb, der vorletzte Bürgermeister der Stadt Kalk, bereits im November 1900 beerdigt. Insgesamt beherbergt der Kalker Friedhof rund 14.000 Grabstätten.
Das um 1920 errichtete Hochkreuz mit Bronzekorpus wird Franz Albermann (1877–1959) und Wilhelm (Willi) Albermann Jr. (* 1873) zugeschrieben.